# 王宗谨
王宗谨（?—?），本名王钊，五代十国前蜀将领。前蜀高祖王建养子之一。
唐昭宗乾宁元年（894年），王建攻打彭州，王钊有功。王建在军中收他为义子，改他的名字为宗谨，和养子们同列。任命他为戎州刺史。随后，领凤翔四面行营使，在元武击败凤翔节度使李茂贞的部将李继徽。